# Белый парень Рик
«Бе́лый па́рень Рик» (англ. White Boy Rick) — американский фильм в жанре криминальной драмы режиссёра Ян Деманж. В главных ролях: Ричи Мерритт и Мэттью Макконахи. Премьера фильма состоялась 31 августа 2018 года на кинофестивале в Теллурайде. Выход в американский прокат состоялся 14 сентября 2018 года.

## Сюжет
В 1984 году Рик Верше - отец-одиночка, живущий в Детройте в разгар эпидемии крэка и войны с наркотиками. Его недовольная дочь Дон уходит из их дома, оставляя Рика наедине с его сыном Рикки. Рик производит детали для оружия и нелегально продает его, чтобы свести концы с концами, и вовлекает своего сына в сделку по продаже пары египетских автоматов Калашникова с глушителями местному гангстеру Джонни Карри. Рикки подружился с братом Джонни, Бу, чем заслужил расположение Джонни и его команды. Деятельность Рика привлекает внимание ФБР, и его допрашивают два агента, Алекс Снайдер и Фрэнк Берд, которые рассматривают Рики как потенциального агента из-за его связей с преступным миром. Они убеждают Рики стать тайным информатором за спиной Рика в обмен на деньги и неприкосновенность для его отца. Рики просят продавать наркотики, чтобы не привлекать к себе внимания. Он увлекается своим новым экстравагантным образом жизни и завоевывает доверие как поставщик наркотиков. Рик с подозрением относится к своему сыну и вступает в конфликт с Рики, когда находит тысячи долларов незаконной наличности под его кроватью, что приводит к разрыву между ними. Однажды вечером, когда Рики встречается с Дон в закусочной, у его деда угоняют машину, и они вдвоем стреляют в убегающую машину. Их арестовывают, но кураторы Рикки берут их на поруки, что вызывает подозрения у Джонни.
На вечеринке после боксерского поединка в Лас-Вегасе Джонни избивает друга своего соперника, Черного Эда, до полусмерти бутылкой шампанского. После этого он приказывает подъехать к дому своего соперника, Леона Лукаса, убивая одного из его маленьких племянников. Рики узнает, что в качестве оружия использовались те же АК, которые он продал Джонни. Опустошенный своей причастностью к убийству ребенка, он старается не высовываться и налаживает отношения с отцом. Джонни подозревает, что Рикки - информатор, и посылает к нему домой члена команды, который стреляет ему в живот. Находясь в больнице, Снайдер сообщает Рики, что у них достаточно улик, чтобы обыскать все конспиративные квартиры Джонни, и просит его забыть о стрельбе в обмен на снятие всех обвинений с его отца.
В 1986 году маленький мальчик рассказывает Рики, что у его бывшей подруги есть дочь по имени Кейша, и что Рики - ее отец. Рик и Рикки приходят посмотреть на ребенка, который завоевывает любовь у них обоих. Позже они находят Дон в наркопритоне и насильно забирают ее домой на детоксикацию.
В 1987 году Рики возвращается к продаже крэка и берет на себя роль, которую оставил Джонни, и даже заходит так далеко, что занимается сексом с его женой Кэти. Рик обнаруживает, что заработал более чем достаточно денег, чтобы осуществить мечту своего отца об открытии видеомагазина. Агенты ФБР арестовывают Рики, и он обвиняется в хранении наркотиков с намерением распространять их, что может привести к пожизненному заключению. Бывшие кураторы Рики отрицают свою связь с ним, но обещают, что постараются добиться смягчения приговора, если он будет сотрудничать в последнем расследовании. Рики просит Кэти помочь ему с крупной партией наркотиков, ФБР расследует сделку и арестовывает всех причастных. Рики признают виновным и приговаривают к пожизненному заключению. Рик рассказывает двум агентам об их сделке, но они притворяются, что ничего не знают.
Еще через год Дон, Рик и Киша навещают Рики в тюрьме. Рик пытается дать своему сыну надежду, но Рики сокрушается, что его жизнь кончена. Рик плачет и просит прощения за то, что не смог обеспечить ему легкую жизнь, как он хотел. В титрах показано, что Рики провел в заключении более 30 лет, став рекордсменом по продолжительности тюремного заключения для ненасильственных преступников в штате Мичиган. В конце концов, он был условно-досрочно освобожден в 2017 году. Его отец умер в 2014 году. Его дочь Кейша сейчас счастлива в браке и воспитывает двоих сыновей. Запись голоса настоящего Рикки Верше-младшего играет на заднем плане, говоря, что никто не думал, что он действительно должен быть в тюрьме, но что он чувствовал себя счастливым и полным надежд.

## В ролях
- Ричи Мерритт — Ричард Верши-младший
- Мэттью Макконахи — Ричард Вэрш-старший
- Бел Паули — Доун Вэрш
- Брюс Дерн — дедушка Роман Вэрш
- Пайпер Лори — бабушка Верна Вэрш
- Дженнифер Джейсон Ли — Алекс Снайдер, агент ФБР
- Рори Кокрейн — агент Фрэнк Бёрд
- Уай-джи — Лео Кёрри
- Джонатан Мейджорс — Джонни Кёрри
- АрДжей Сайлер — Руделль Бу Кёрри
- Эдди Марсан — Арт Деррик